# Pimpla experiens
Pimpla experiens är en stekelart som beskrevs av Forster 1888. Pimpla experiens ingår i släktet Pimpla och familjen brokparasitsteklar. Inga underarter finns listade i Catalogue of Life.